# Петров, Александр Юрьевич (политик)
Александр Юрьевич Петров (род. 20 января 1964, Свердловск, РСФСР, СССР) — российский банкир, бизнесмен, политик. С 2005 по 2011 год — член Совета Федерации ФС РФ от органа исполнительной власти Брянской области, с 2011 по 2014 год — член Совета Федерации ФС РФ от законодательного органа власти Брянской области.

## Биография
Родился 20 января 1964 года. Отец — Петров Юрий Владимирович первый секретарь Свердловского обкома КПСС (1985—1988), руководитель Администрации Президента Российской Федерации Б. Н. Ельцина (1991—1993), с 1993 по 2001 год руководил государственной корпорацией «Госинкор», которая после ликвидации в 2003 году была преобразована в Группу «Гута». Брат — Алексей Юрьевич Петров — совладелец Группы «Гута», в 2015 году занимал 191 место с состоянием 400 миллионов долларов в рейтинге богатейших бизнесменов журнала Forbes.
В 1987 году окончил Московский институт радиотехники, электроники и автоматики. В 1996 году окончил Финансовую академию при Правительстве РФ.
С 1993 по 1998 год работал в различных банках: заместителем председателя правления «Гута-Банка»; заместителем председателя правления КБ «Инкор-Банк» (дочернего банка Государственной инвестиционной корпорации (Госинкор), которую возглавлял его отец; членом Совета директоров АКБ «Московский банк реконструкции и развития» и УАКБ «Уникомбанк». С 1999 года первый заместитель государственной корпорации «Госинкор». С 1999 по 2003 год председатель правления «Гута-банка».
С 2005 по 2011 год — член Совета Федерации ФС РФ от органа исполнительной власти Брянской области, с 2011 по 2014 год — член Совета Федерации ФС РФ от законодательного органа власти Брянской области.
После окончания полномочий члена Совета Федерации работает членом Совета директоров ООО «Объединённые кондитеры», так же в Совет директоров входит его брат Алексей Петров. Компания принадлежит Группе «Гута».